# Yèvre (Marne)
Ne doit pas être confondu avec Yèvre (Cher).
Pour les articles homonymes, voir Yèvre.
L'Yèvre est une petite rivière du département de la Marne dans la région Grand Est et un affluent de l'Auve donc un sous-affluent de la Seine par l'Aisne et l'Oise.

## Géographie
D'une longueur de 17,2 km, elle prend sa source sur la commune de Somme-Yèvre, près du château d'eau au nord-ouest de la commune, à l'altitude 175 m.
Elle coule globalement su sud-ouest vers le nord.
Elle conflue avec l'Auve entre les quatre communes de Valmy, Voilemont, Gizaucourt et Dommartin-Dampierre, à l'altitude 143 m, près du lieu-dit Maupertuis.

### Communes et cantons traversés
L'Yèvre traverse les huit communes sauvantes, dans deux cantons, de l'amont vers l'aval, de Somme-Yèvre (source), Dommartin-Varimont, Dampierre-le-Château, Rapsécourt et Valmy, Gizaucourt, Voilemont, Dommartin-Dampierre (confluence).
Soit en termes de cantons, l'Yèvre prend source dans le canton de Givry-en-Argonne, traverse et conflue dans le canton de Sainte-Menehould, le tout dans l'arrondissement de Sainte-Menehould.

### Toponyme
L'Yèvre a donné son hydronyme à la commune source Somme-Yèvre.

### Bassin versant
L'Yèvre traverse une seule zone hydrographique L'Auve de sa source au confluent de l'Aisne (exclu) (H104) de 211 km2. Son bassin propre est d'environ le tiers de celui de l'Ave soit 70 km2.

## Affluent
L'Yèvre a un seul affluent référencé :
- Le Rouillat (rg) 5,5 km, sur les trois communes de Herpont, Dampierre-le-Château, et Dommartin-Varimont et avec un affluent exutoire de la Petite Goutte et la Grande Goutte près du lieu-dit Herpine.
- Géoportail ajoute en rive gauche le ruisseau d'Huye environ un kilomètre de long

Donc son rang de Strahler est de deux.